# Visvaldas Matijošaitis

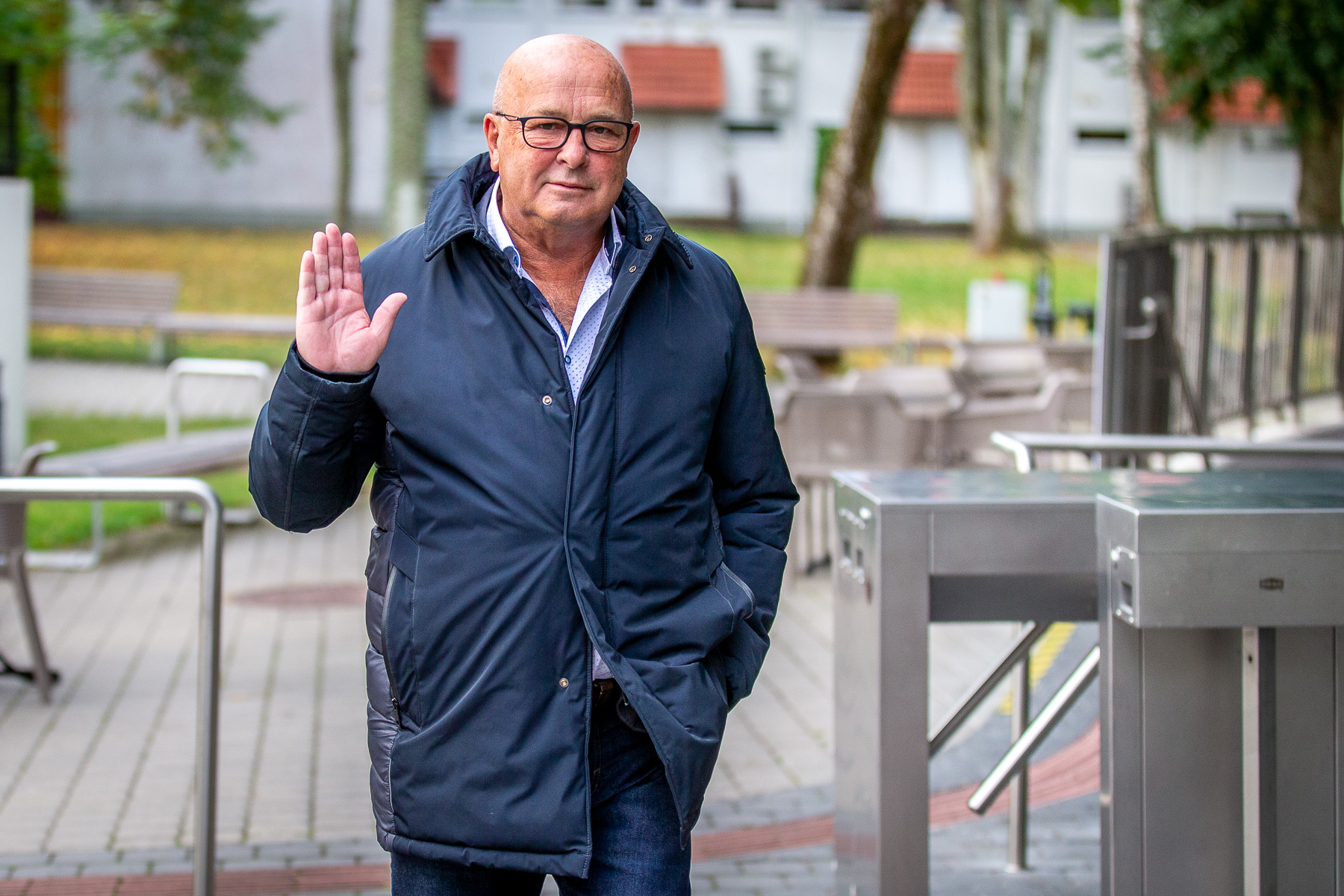
Visvaldas Matijošaitis (2022)

Visvaldas Matijošaitis (* 1957 in Vičiūnai, Kaunas) ist ein litauischer Politiker und Unternehmer, Gründer und Hauptaktionär des litauischen Fischprodukten-Konzerns Vičiūnų grupė, seit 2015 Bürgermeister der Stadtgemeinde Kaunas. 2006 war Visvaldas Matijošaitis achtreichster Litauer (nach Angaben des Magazins Veidas) und ab 2015 reichster litauischer Bürgermeister.

## Leben
Visvaldas Matijošaitis lernte an der 13. Mittelschule Kaunas (später Hl.-Mato-Gymnasium) in Panemunė. Nach dem Abitur 1975 an der 7. Mittelschule Kaunas in Šančiai absolvierte er von 1975 bis 1980 das Diplomstudium am Inžinerijos ir statybos institutas in Vilnius und wurde Ingenieur-Mechaniker. 
Von 1981 bis September 1991 war Matijošaitis Beamter und Milizionär im System des UdSSR-Innenministeriums in Sowjetlitauen. Seine erste Position war bei der Kriminalsuche, gefolgt von einem stellvertretenden Chef im Patrouillendienst. Am längsten arbeitete er in der Personalabteilung  von Miliz Kaunas. Anschließend war er stellvertretender Leiter der Požėlos-Abteilung  für politische Arbeit im Amt für  innere Angelegenheiten der Stadt  Kaunas (Aktivitäten: Bildung von Milizbewusstsein der Mitarbeiter etc.). Bis August 1991 mussten sich alle Milizionäre entscheiden: den Eid der Republik Litauen zu leisten und Polizist zu werden oder den  Dienst zu verlassen. Matijošaitis gab den Eid, ging zur Polizei Litauens und verließ das Amt.
Matijošaitis war einer der Organisatoren der Entwicklung der litauischen Wirtschaftsunternehmen in der EU, wofür er vom litauischen Präsidenten ausgezeichnet wurde. Er fördert mehrere Kulturveranstaltungen und Festivals. Seit 2011 ist er Mitglied im Rat der Stadtgemeinde Kaunas. Im März 2015 wurde er zum Bürgermeister von Kaunas bei den direkten Wahlen der litauischen Bürgermeister mit der Stimmenmehrheit von 60 %  im zweiten Wahlgang gewählt. Im März 2019 wurde er zum Bürgermeister von Kaunas bei den Kommunalwahlen in Litauen 2019 mit der Stimmenmehrheit von 81 % schon im 1. Wahlgang gewählt.
Matijošaitis ist Leiter und Listenführer der politischen Koalition "Vieningas Kaunas".

## Familie
Visvaldas Matijošaitis ist Witwer. Seine Frau war Irena Matijošaitienė (1957–2013), Politikerin, Mitglied im Stadtrat Kaunas. 
Der ältere Sohn Šarūnas Matijošaitis (* 1981) ist Manager und leitet als Generaldirektor das Unternehmen UAB Vičiūnų grupė sowie ist Vorstandsmitglied oder Leiter in mehreren Unternehmen seines Vaters. Er ist auch Gründer und Mitglied der Stiftung "Irenos Matijošaitienės fondas". Seit 2019 ist er auch Mitglied im Stadtrat Kaunas.
Der jüngere Sohn Dainius Matijošaitis (* 1985), Gründer und Leiter des eigenen Motorräder-Handelsunternehmens UAB MOTOSHOP (2006), arbeitet seit Dezember 2013 als Marketing-Leiter bei UAB Vičiūnų grupė. Seit 2015 ist er auch Mitglied im Stadtrat Kaunas.

## Auszeichnungen
- Orden „Für Verdienste um Litauen“ (“Už nuopelnus Lietuvai” Riterio kryžius), 10. Januar 2006, Dekret des litauischen Präsidenten Nr. 491.
- Bester litauischer Bürgermeister im Jahr 2015 (Wettbewerb vom Magazin Veidas und Wirtschaftsinstitut LLRI)[6]